# Franjo Ogulinac
Franjo Ogulinac - Seljo (Žabno, kraj Siska, 14. ožujka 1904. — Visoće, 9. listopada 1942.) bio je borac u Španjolskom građanskom ratu, jugoslavenski partizan i narodni heroj Jugoslavije.

## Životopis
Franjo Ogulinac rođen je 1904. godine u selu Žabno, kraj Siska, u seljačkoj obitelji. Osnovnu školu i obućarski zanat završio je u Sisku, nakon čega se vratio u svoje selo. Godine 1931., postao je osnivač i prvi sekretar (tajnik) jedne seoske organizacije Komunističke partije Jugoslavije. Tada je zbog političkog rada na selu stekao nadimak Seljo. Bio je aktivan u vrijeme izbora 1935. godine, kada je organizirao otpor seljana zbog krivotvorenja izbornih lista.
Zbog opasnosti od uhićenja, rukovodstvo KPJ poslalo ga je, 1935. godine, na školovanje u Sovjetski Savez. U Moskvi je pohađao Komunističko sveučilište nacionalnih manjina Zapada. Tamo je bio poznat pod pseudonimom Ivan Snagić.
Tijekom njegovog boravka u Sovjetskom Savezu, u Španjolskoj je u kolovozu 1936. godine izbio građanski rat. Ogulinac je stigao u Španjolsku 15. ožujka 1937. godine, sa skupinom jugoslavenskih dobrovoljaca koji su pošli iz Sovjetskog Saveza. Tamo se borio u bataljunu „Đuro Đaković”, u sklopu Internacionalnih brigada. U Španjolskoj je proveo gotovo dvije godine. Kada je početkom 1939. godine rat završen pobjedom Francisca Franca, interbrigadisti su prebačeni iz Španjolske u logore u Francuskoj. Ogulinac je isprva bio u logoru „Saint Cyprien“, a zatim u „Angeles sur Mer“ i „Girs“. U logoru „Girs“ bio je među interbrigadistima iz Jugoslavije, koji su se suprotstavili odvođenju logoraša na Maginotovu liniju. Zbog toga je u svibnju 1940. godine bio prebačen u logor „Verne”. Iz francuskoga logora pobjegao je 1941. godine, te se preko Njemačke vratio u okupiranu Jugoslaviju.
Nakon dolaska u rodno selo, 15. kolovoza 1941. godine, uključio se u Prvi sisački partizanski odred. Sudjelovao je u napadu Sisačkog odreda na ustaško uporište u Zrinu u listopadu 1941. godine, a zatim i u mnogim akcijama tog odreda u Baniji. Istog mjeseca, postao je član tek osnovanog Glavnog štaba NOV Hrvatske. Ubrzo je postao i politički komesar Štaba.
Od 28. prosinca 1941. do 12. siječnja 1942. godine, Ogulinac je boravio na području Gorskog kotara i Hrvatskog primorja, kao operativni časnik Glavnog štaba NOV i PO Hrvatske. Odmah poslije toga, otišao je kao operativni časnik u Liku, a povremeno je bio i zamjenik zapovjednika Glavnog štaba. Sudjelovao je u obrani partizanskog slobodnog teritorija na Petrovoj gori, a u lipnju 1942. godine u napadu na neprijateljsko utvrđenje Bučko Kamensko.
U rujnu 1942. godine, postao je zapovjednik Druge operativne zone Hrvatske, zone koja je obuhvaćala područje Pokuplja, Moslavine i Žumberka. Poginuo je 9. listopada 1942. godine kod sela Visoče na Žumberku, u borbi protiv ustaša.
Za narodnog heroja Jugoslavije proglašen je 11. srpnja 1945. godine.